# Минкарелли, Люка
Люка́ Минкарелли́ Дави́н (фр. Lucas Mincarelli Davin; род. 5 января 2004, Сен-Мартен-д’Эр) — французский футболист, защитник клуба «Монпелье».

## Клубная карьера
Минкарелли — воспитанник клубов «Ламбескаи», «Мариньян Жиньяк», «Луйне Спорт», «Экс-ан-Прованс» и «Истр». В 2021 году он дебютировал за основной состав последних. В 2022 году Минкарелли перешёл в «Монпелье», где начал выступать за дублирующий состав. 13 августа 2023 года в матче против «Гавра» он дебютировал в Лиге 1. 19 апреля 2025 года в поединке против марсельского «Олимпика» Люка забил свой первый гол за «Монпелье».